# Armağanlar, Bergama
Armağanlar là một xã thuộc huyện Bergama, tỉnh İzmir, Thổ Nhĩ Kỳ. Dân số thời điểm năm 2010 là 164 người.